# Cobra (reptiel)

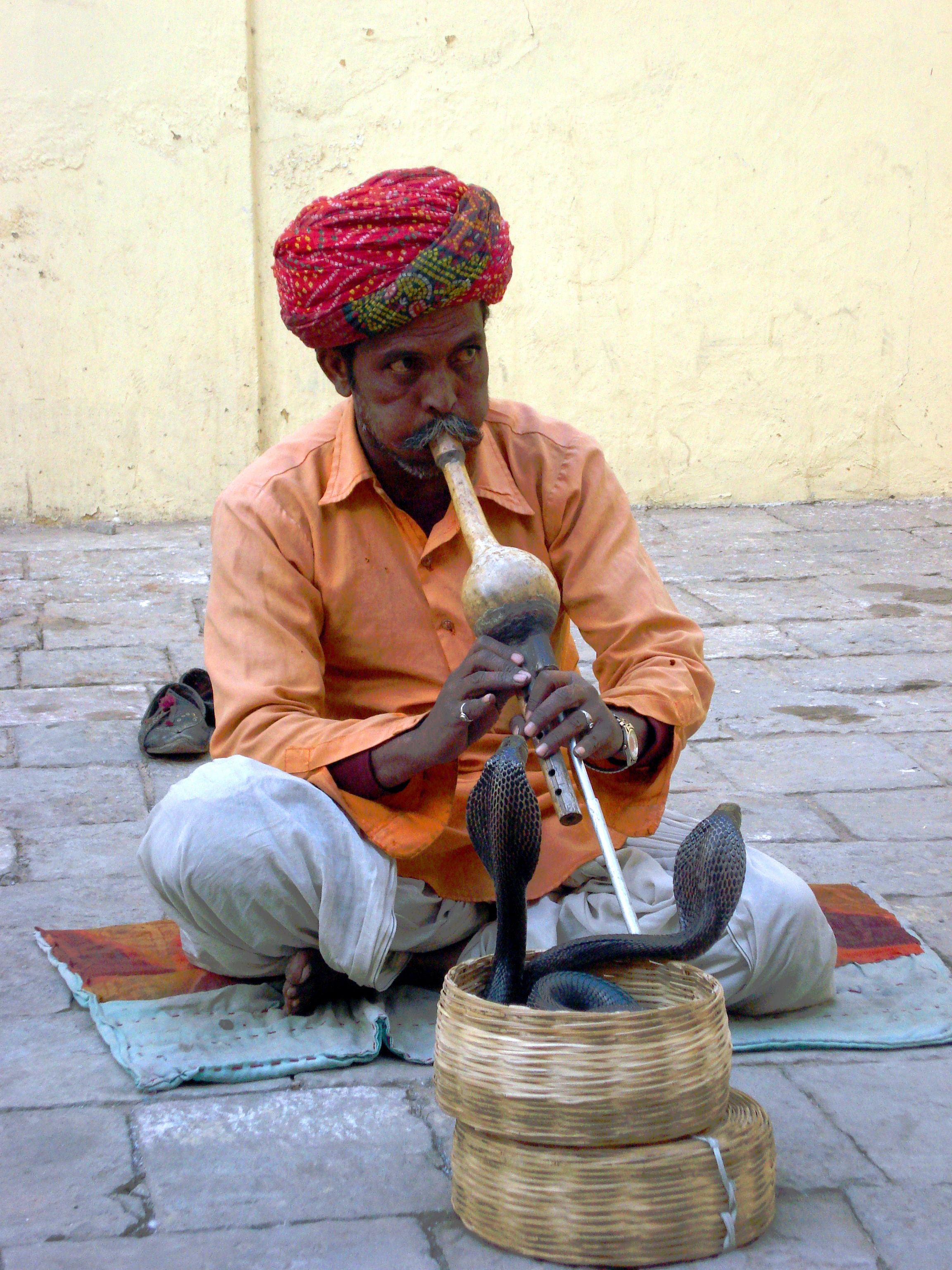
Slangenbezweerder in Jaipur

Tot de cobra's worden verscheidene geslachten van slangen uit de familie koraalslangachtigen (Elapidae) gerekend. Het woord "cobra" stamt uit het Spaans of Italiaans en is een verkorte vorm voor "cobra capello", het betekent ongeveer "slang met hoed" (verwijzend naar de karakteristieke uitzetbare halsribben achter de kop). De cobra speelt een rol in de symboliek van het hindoeïsme. De cobra is populair bij slangenbezweerders.

## Kenmerken
De gemiddelde lengte van een volwassen cobra is anderhalf tot twee meter. De koningscobra is groter en kan met gemak 4 meter lang worden. Deze soort is de langste gifslang ter wereld. De langste tot nu toe gevonden koningscobra had een lengte van 5,58 meter.

## Giftigheid
Cobra's zijn giftig en hebben een sterk neurotoxine. Hoewel ze niet zo verblindend snel toeslaan als ratelslangen en ook niet altijd gif injecteren, moet een cobrabeet als gevaarlijk worden beschouwd, met een sterfte van gebeten mensen van ongeveer 10%.

## Verspreiding en leefgebied
Cobra's leven op verschillende plaatsen: in hoge bomen, in droge woestijnen, in vochtige oerwouden en in (grote) meren. Ze leven echter allemaal in warme streken en kunnen niet tegen kou. Cobra’s komen voor in Afrika en in het zuiden van Azië. Omdat cobra's van knaagdieren leven komen ze ook in urbane gebieden voor. De bekendste cobra in Azië is de Indiase brilslang, die zijn naam dankt aan de brilvormige tekening achter op de hals. Dit is pas goed te zien als de wangflappen worden uitgezet. In Afrika leven ongeveer vijftien verschillende soorten cobra's. Ze komen voor op het hele continent. Van deze soorten is de Egyptische cobra de bekendste. Deze cobra is te herkennen aan de houding. Als ze schrikken of opgewonden zijn komt de kop en het voorste deel van hun lichaam recht omhoog. Het uitzetten van de halsribben is dan een dreiging die de vijand moet afschrikken.

## Bekende soorten
Enkele bekende cobra-soorten zijn:
- Geslacht: Acanthophis
  - Acanthophis praelongus
- Geslacht: Austrelaps
  - Laaglandse koperkop (Austrelaps superbus)
- Geslacht: Hemachatus
  - Ringhalscobra (Hemachatus hemachatus)
- Geslacht: echte cobra's (Naja)
  - Egyptische cobra (Naja haje)
  - Brilslang (Naja naja)
  - Kaapse cobra (Naja nivea)
  - Naja philippinensis
  - Indonesische spuwende cobra (Naja sputatrix)
  - Zwarthalscobra (Naja nigricollis)
- Geslacht: Ophiophagus
  - Koningscobra (Ophiophagus hannah)